# Schreiersgrün
Schreiersgrün (in regionaler Mundart Schraeersch’gri) ist ein ehemaliges Waldhufendorf im Vogtlandkreis in Südwestsachsen. Politisch gehört es seit der Gemeindegebietsreform 1994 als Ortsteil zur Stadt Treuen. In Schreiersgrün leben seit der Erschließung eines etwa 15 Hektar großen Wohngebietes nach 1990 etwa 1000 Einwohner.

## Geografie

### Lage
Schreiersgrün liegt südöstlich von Treuen im Osten des Naturraumes Vogtland bzw. im sächsischen Teil des historischen Vogtlands. Durch den Ort fließt die Treba, die über die Trieb in die Weiße Elster entwässert.
Zum Ort gehören die Ortsteile Kuxenberg und Fronberg.

### Nachbarorte
| Veitenhäuser | Eich                                        |             |
| Mahnbrück    | Kompassrose, die auf Nachbargemeinden zeigt | Reumtengrün |
| Altmannsgrün | Unterlauterbach                             |             |

## Geschichte
Geschichtlich wurde Schreiersgrün erstmals 1413 in einer Belehnungsurkunde des Beczold von Mylau erwähnt (nach anderer Angabe 1415 als Schreyersgrune, „Rodesiedlung eines Schreier“). Die Grundherrschaft über Schreiersgrün lag im Jahr 1583 bei den Rittergütern Falkenstein und Treuen. Um 1764 gehörte Schreiersgrün anteilig zu den Rittergütern Dorfstadt, Treuen unteren Teils, Falkenstein oberen Teils und Oberlauterbach. Schreiersgrün gehörte bis 1856 zum kursächsischen bzw. königlich-sächsischen Amt Plauen. 1856 wurde der Ort dem Gerichtsamt Treuen und 1875 der Amtshauptmannschaft Auerbach angegliedert. Als Einnahmequellen der Bevölkerung diente die Landwirtschaft, die Tätigkeiten in nahegelegenen Steinbrüchen (Granit und Schiefer) und die Stickerei im ortsansässigen Betrieb und in Heimarbeit. Um 1900 arbeiten im Ort 200 Steinmetze.
Während der Zeit des Nationalsozialismus gab es in Schreiersgrün eine Einrichtung des Reichsarbeitsdienstes, die Abteilung 2/152 „Scharnhorst“. Sie war in Baracken am Rande des Dorfes untergebracht.
Durch die zweite Kreisreform in der DDR kam Schreiersgrün im Jahr 1952 zum Kreis Auerbach im Bezirk Chemnitz (1953 in Bezirk Karl-Marx-Stadt umbenannt), der ab 1990 als sächsischer „Landkreis Auerbach“ fortgeführt wurde. Schreiersgrün wurde 1972 dem Gemeindeverband Treuener Land unter Wahrung der Selbstständigkeit angegliedert. Am 1. Januar 1994 wurde der Ort nach Treuen eingemeindet. Seit 1996 gehört der Ort zum Vogtlandkreis.

### Einwohnerstatistik
1557 lebten im Ort 19 besessene Mann, 1 Häusler und 8 Inwohner; 1764 waren es 22 besessene Man, 1 Gärtner und 10 Häusler.
| Jahr          | 1834 | 1871 | 1890 | 1910  | 1925  | 1939  | 1946  | 1950  | 1964  | 1990 | 1993 |
| ------------- | ---- | ---- | ---- | ----- | ----- | ----- | ----- | ----- | ----- | ---- | ---- |
| Einwohnerzahl | 306  | 620  | 881  | 1.349 | 1.375 | 1.433 | 1.180 | 1.253 | 1.180 | 828  | 829  |

1910 war Schreiersgrün unter den 69 Kommunen der Amtshauptmannschaft Auerbach auf Rang 25 der Einwohnerstatistik. 1925 lebten im Ort 1.278 Lutheraner, 17 Katholiken und 80 andersgläubige.

## Infrastruktur
Schreiersgrün besaß bis 2007 eine Grundschule. Das imposante Schulgebäude liegt in der Ortsmitte und prägt das Ortsbild. Es wurde 1907 erbaut. Auf der Weltausstellung in Brüssel wurde die Architektur als Beste Landschule ausgezeichnet. Der Vogtlandwanderweg führt durch den Ort.
Schreiersgrün ist über die PlusBus-Linie 60 des Verkehrsverbunds Vogtland im Stundentakt mit Rodewisch, Auerbach und Treuen verbunden.

## Kultur und Sport
In Schreiersgrün existieren einige Kultur- und Sportvereine:
- Schreiersgrüner Dorfverein e. V.
- Seniorenclub Schreiersgrün
- Sportverein Fronberg Schreiersgrün e. V.
- Kuxenberg e. V.

Das jährliche Dorf- und Heimatfest findet Mitte Juni statt, der Weihnachtsmarkt in der zweiten Dezemberwoche.

### SV Fronberg Schreiersgrün e.V.
Sport in Schreiersgrün hat eine mehr als hundertjährige Tradition. Es existieren Zeitdokumente von Turnriegen um 1901.
Zurzeit hat der Sportverein Fronberg Schreiersgrün e. V. etwa 300 Mitglieder in den Abteilungen Fußball, Tischtennis, Volleyball und Gymnastik. Die Abteilungen Fußball und Tischtennis spielen im Wettspielbetrieb mit mehreren Mannschaften auf Bezirks- und Kreisebene. Die Volleyballer nehmen an Freizeitturnieren teil.